# Тараков, Александр Юрьевич
Александр Юрьевич Тараков (30 апреля 1961, Чигирин Черкасской области Украинской ССР) — казахстанский журналист.

## Образование
1983 — Казахский государственный университет им. Кирова, факультет журналистики
1993 — Казахстанский институт менеджмента, экономики и прогнозирования при Президенте

## Трудовая деятельность
1983—1987 — журналист газеты «Ленинская смена»
1987—1991 — сотрудник журнала «Арай — Заря»
1991 — заместитель главного редактора газеты «Сухбат — Позиция»
1992—1994 — обозреватель газеты «АЗиЯ»
С 1994 по 2016 год в газете «Казахстанская правда» (АО "Республиканская газета «Казахстанская правда»):
1994—1998 — заведующий отделом
1998—2002 — первый заместитель главного редактора
2002—2007 — вице-президент
2007—2011 — президент
2011—2014 — заместитель председателя правления
2014—2016 — председатель правления
2016 — заместитель председателя правления
С декабря 2016 года — директор республиканского государственного учреждения «Қоғамдық келісім» при президенте Республики Казахстан.
Академик Академии журналистики РК. Член Комиссии по правам человека при президенте РК (2002—2003), член Клуба главных редакторов, член Союза писателей РК.

## Награды
- 1999 — орден Курмет
- 2013 — орден «Парасат»
- 2015 — Почётный знак «За заслуги в развитии печати и информации» (16 апреля 2015 года, Межпарламентская ассамблея СНГ) — за значительный вклад в формирование и развитие общего информационного пространства государств — участников Содружества Независимых Государств, реализацию идей сотрудничества в сфере печати и информации[5].
- 2002 — лауреат премии Президента Казахстана в области СМИ.

## Семья
Отец — Тараков Юрий Андреевич — бывший главный редактор парламентской газеты «Советы Казахстана».
Братья — Лев и Андрей — журналисты.
Жена: Таракова Лариса Ивановна;
Дети: дочь — Елена (1988 г.р.); сын — Игорь (1993 г.р.)